# Markus Fuchs (Handballspieler)
Markus Fuchs (* 25. August 1991 in Bielefeld) ist ein ehemaliger deutscher Handballspieler. Er misst 2,02 m und wiegt 100 kg (2012).

## Karriere
Markus Fuchs begann das Handballspielen bei der Spvg Steinhagen im Kreis Gütersloh. Seit 2006 ist er für GWD Minden am Ball. Er durchlief die B- und A-Jugend des Traditionsvereins und feierte neben Westfalenmeisterschaften, Westdeutschen Meisterschaften im Jahr 2008 die Deutsche Meisterschaft mit der B-Jugend. Seit seinem ersten A-Jugend Jahr bekam Fuchs Einsätze im Mindener Drittliga-Team und wuchs zu einem Leistungsträger heran. Im Jahr 2010 unterschrieb er seinen ersten Profivertrag mit einer Laufzeit von zwei Jahren, der ein Doppelspielrecht mit dem Mindener Drittliga-Team beinhaltete. Im November 2013 erhielt er ein Zweitspielrecht, um bis zum Saisonende auch beim Zweitligisten ASV Hamm-Westfalen zu spielen. Im Sommer 2014 verließ er Minden und stand anschließend in Hamm unter Vertrag. Dort beendete er nach der Saison 2023/24 seine Karriere.
Fuchs bestritt vier Jugendländerspiele. Er spielte im linken Rückraum, konnte aber auch auf der Mittelposition eingesetzt werden.